# Baleada
La baleada es uno de los platos típicos más tradicionales y representativos de la gastronomía hondureña, originada en el norte de Honduras a mediados del siglo XX. Se desconoce el origen demográfico exacto y de su nombre.
Consiste en una tortilla de harina de trigo de aproximadamente una mano de diámetro, doblada a la mitad y rellena de frijoles fritos y demás acompañantes. La receta básica lleva comúnmente frijoles rojos —preferidos en Honduras— con mantequilla y/o queso rallado, la cual es llamada "baleada sencilla". También se prepara con complementos como huevo frito, carne troceada de cualquier tipo, aguacate, o rodajas de plátano maduro frito; conocida en los puesto de venta como "baleada especial", "mixta" o popularmente una "baleada con todo" y normalmente se come en el desayuno o la cena.
Origen campos bananeros. El nombre se debe a los frijoles, a los que se les llamaba balas.

## Origen
Hay varios lugares donde pudo haber nacido la baleada, entre ellos San Pedro Sula, Tela, La Ceiba, El Progreso y La Lima. Es muy probable que haya sido inventada en Tela, donde se asentaban los preparadores de la tortilla necesaria para el platillo, o en La Ceiba —a casi 100 km de Tela—, donde se encuentra el primer registro de su venta. Según información del historiador Julio César Zepeda, es muy probable que la tortilla tenga su origen en la gastronomía asiática. Zepeda registra que las primeras compañías bananeras en el país traían cocineros extranjeros para sus empleadores, sobre todo de la India y Pakistán, los cuales preparaban comida occidental, pero también su comida tradicional, como naan y chapati. Según Zepeda, el pan plano fue compartido con la población local, resultando en modificaciones que dieron origen a la tortilla de la baleada.
En cuanto a su nombre, las versiones coinciden en que tiene relación con los frijoles siendo expulsados por un extremo de la tortilla cuando era mordida; los cuales eran tradicionalmente "parados" o "en bala". Un relato dice, por ejemplo, que el nombre surgió luego que un cliente que estaba comiendo comentó que los frijoles eran como balas, la tortilla el cartucho y el queso la pólvora.

## Comercialización
El primer registro de la venta de baleadas se halla en la ciudad de La Ceiba, en un puesto colocado, en 1964, en la avenida República, al lado de los rieles donde pasaban los ferrocarriles de la Standard Fruit Company, el cual era atendido por Teresa de Jesús Montiño, de 20 años de edad. El puesto existe hoy en día como Baleadas Doña Tere.
En 1983, un hondureño abrió un restaurante llamado El Triángulo en Puerto Barrios, Guatemala, y luego otro en Santo Tomás de Castilla, donde vendió baleadas con el nombre de "tortillas de harina". El plato se popularizó en el territorio guatemalteco bajo el nombre de "tortilla de harina izabalense".
Actualmente, la baleada es comúnmente encontrada en todo el territorio hondureño. También se hallan puestos de venta en la ciudad estadounidense de Miami.

## Día nacional
El sábado 16 de junio de 2018 se celebró por primera vez en Honduras el «Día Nacional de la Baleada», con actividades en las ciudades de Tegucigalpa, San Pedro Sula y La Ceiba. En 2019 la celebración fue el sábado 15 de junio, con actividades desde el jueves y ahora también en las ciudades de La Esperanza, Gracias, Choluteca y Comayagua. 
Ambas ediciones fueron organizadas por Marca País —iniciativa gubernamental para promover la imagen de país— y la Empresa Galeano, con la colaboración de diversas marcas, y con la finalidad de instaurar el tercer sábado de junio como el día nacional de la baleada.

## En la cultura popular
En el folclore hondureño se cuenta que un posible origen de la baleada se dio en la ciudad de Tegucigalpa, donde era vendida por una mujer que sobrevivió a un disparo producto de una balacera; la gente entonces se refería a su puesto de comida como el de "la baleada". Aunque este relato no se sustenta en ninguna evidencia histórica.
En la película hondureña, Amor y Frijoles (2009), la protagonista es una joven hondureña que cocina y vende baleadas en un puesto callejero. 
El acordeonista y cantautor colombiano Aniceto Molina compuso una canción llamada "La baleada", tras su visita a Honduras, durante una gira en diciembre de 2011. También el Grupo Ébano tiene una canción llamada "Baleadas".
A mediados de abril de 2017 circuló la noticia falsa de que el chef Gordon Ramsay había dicho que la baleada «con todo» era «el mejor platillo latinoamericano», luego de probarla en su visita a Honduras —donde filmaba el documental Gordon Ramsay on Cocaine.

## Récord Guiness
El 14 de octubre de 2017, un grupo de hondureños obtuvo un récord Guiness por la preparación de la baleada más grande del mundo. La misma se preparó en Tegucigalpa por 30 personas de la Academia Centroamericana de Gastronomía. Se usaron 136 kilos de harina, 45 kilos de queso, mantequilla y frijoles, 1,500 huevos y más de 20 sacos de carbón. Midió 5.5 metros de diámetro y fue repartida entre 2,000 personas.